# Ficheux
Ficheux is een gemeente in het Franse departement Pas-de-Calais (regio Hauts-de-France) en telt 545 inwoners (2005). De plaats maakt deel uit van het arrondissement Arras.

## Geografie
De oppervlakte van Ficheux bedraagt 5,8 km², de bevolkingsdichtheid is 94,0 inwoners per km².
De onderstaande kaart toont de ligging van Ficheux met de belangrijkste infrastructuur en aangrenzende gemeenten.

## Demografie
Onderstaande figuur toont het verloop van het inwonertal (bron: INSEE-tellingen).